# Художній музей Амоса Андерсона
Художній Музей Амоса Андерсона (англ. The Amos Anderson Art Museum, фін. Amos Andersonin taidemuseo, швед. Amos Andersons konstmuseum) — музей мистецтва в Гельсінкі, найбільший приватній художній музей у Фінляндії. Музей в даний час розташований на Yrjönkatu, з підземним додатком, відомим як Амос Rex, що будується під Lasipalatsi. Відкриття розширення заплановано у 2018 році.

## Історія
Музей був заснований Амосом Андерсоном, власником шведської газети Hufvudstadsbladet та покровителем мистецтв. У 1913 році Андерсон доручив архітекторам W. G. Palmqvist та Einar Sjöström збудувати будівлю в Yrjönkatu. Будівля функціонувала як приватне житло Андерсона, а також як офісні приміщення для його бізнесу. Після смерті Андерсона 1961 року будівля була перетворена в музей, який відкрив двері для публіки в 1965 році.

## Колекції та виставки
У колекціях Художнього Музею Амоса Андерсона є, перш за все, мистецтво XX століття. У музеї знаходяться картини Франческо Бассано, Поля Сіньяка, Луі Валтата, Роджера Фрая, Альфреда Фінча, Рагнара Екелуна, Магнуса Енккелля, Ере Нелімаркка, Тико Саллінена, Туве Янссон, Сіґрід Шауман. У своїх придбаннях музей зосереджений на сучасному мистецтві.
Музей організовує 8-12 виставок на рік.